# 蒔蘿 (稱呼)

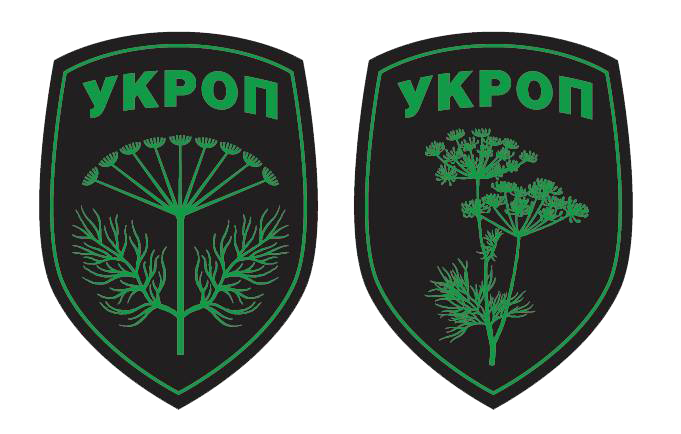
「蒔蘿」一詞被烏克蘭愛國主義者接納並成為自稱。在頓巴斯戰爭期間，「蒔蘿」被個別烏克蘭軍人自行決定用作「烏克蘭抵抗」意義上的象徵符號，此為安德烈·埃爾莫連科（Андрей Ермоленко）設計的山形袖章。

蒔蘿（羅馬化：Ukrop），中文又被译作乌克萝或乌萝，是一個俄語新詞和網路迷因。在2014年至2015年頓巴斯戰爭期間，為東烏克蘭俄羅斯民族主義者對支持廣場革命、支持烏克蘭新政府、無條件支持西方世界、發表反俄言論和參與頓巴斯戰爭的烏克蘭愛國主義者之貶稱。
「蒔蘿」在詞義上被視為粗直語，與仇恨言論密不可分。像許多粗直語一樣，「蒔蘿」被烏克蘭愛國主義者用作自嘲之用。
此外，烏克蘭政黨「烏克蘭愛國者聯盟」將此詞納入其黨名中，全稱「烏克蘭愛國者聯盟－蒔蘿」（Украинское объединение патриотов — УКРОП），簡稱「蒔蘿黨」。

## 起源
在2013年至2014年烏克蘭親歐盟示威運動之前，只有兩宗使用與植物詞義無關的「蒔蘿」一詞例子：2012年的辛菲羅波爾，烏克蘭教育中心採用「蒔蘿」為名稱；2013年烏克蘭－俄羅斯足球錦標賽，採用「蒔蘿」（УкРоП）為名稱。
而「蒔蘿」現今的詞義，是在2013年至2014年冬天之後才出現在日常用語和網絡交流中。根據語言學家V·A·貝洛娃（В. А. Белова）的說法，「蒔蘿」這個詞的意思是「支持廣場革命的烏克蘭公民」（гражданин Украины, поддерживающий Евромайдан），是「烏克蘭愛國者」（украинский патриот）的縮寫。文化學家D·A·拉琴科（Д. А. Радченко）和A·S·阿爾希波娃（А. С. Архипова）認為，這個詞的這個意思來自於「愛國者」（укропатриот）或「烏克蘭民兵」（украинский ополченец）。
語言學家卡特米娜·V·V（Катермина В. В.）對幾種可能是「蒔蘿」一詞起源作出整理：
- 「古烏克蘭人」（Древние укры）的貶義名稱「古烏克羅夫人」（древних укров）之縮寫。根據一些現代烏克蘭歷史教科書表示，古烏克蘭人生活在3萬年前，現代烏克蘭人是他們的後裔[5]；
- 「烏克蘭反對派」（украинский оппозиционер）一詞的縮寫，此詞出現在2004年橙色革命期間，並在2014年廣場革命期間以縮寫形式使用[5]；
- 諷刺烏克蘭反對派的名字，他們在基輔的廣場革命期間在城市中部地區種植洋蔥、大蒜和蒔蘿[5]；
- 短語「烏克蘭是歐洲＝蒔蘿」（Украина це Европа = Укропа）的縮寫[5]。

## 使用
2014年1月至2015年3月期間，網民在與俄烏關係惡化相關的粗直語中，使用「蒔蘿」一詞的比例為5.8%。截至2016年，根據俄羅斯國家語料庫的資料，媒體文本中記錄了829次「蒔蘿」一詞，其中絕大多數指的是「支持廣場革命的烏克蘭公民」之詞義。
在頓巴斯戰爭期間，「蒔蘿」一詞被俄軍和頓巴斯親俄武裝用作代表烏克蘭安全部隊的暱稱。伊戈爾·斯特列爾科夫在與頓涅茨克人民共和國和盧甘斯克人民共和國的代表進行無線電談話時，首次將這個詞用作軍事代碼。
隨著時間的推移，這個非官方名稱開始被烏克蘭武裝部隊和志願營的戰士們以諷刺和戲謔的方式使用，主要是說俄語的烏克蘭人。儘管並不普及，個別軍人開始使用各種帶有「蒔蘿」圖案的山形袖章，直到藝術家安德烈·埃爾莫連科（Андрей Ермоленко）設計出一幅「蒔蘿」山形袖章，在軍隊、愛國者和志願者中廣受歡迎。2014年9月，烏克蘭第5任總統彼得·波羅申科甚至在訪問馬里烏波爾期間也佩戴了這款山形袖章。
2015年，烏克蘭寡頭伊戈爾·科洛莫伊斯基創建了新政黨「烏克蘭愛國者聯盟－蒔蘿」，「烏克蘭愛國者聯盟」在未經「蒔蘿」山形袖章原作者安德烈·埃爾莫連科的同意下，私自將袖章註冊成黨徽。在公眾的強烈抗議之後，雙方簽署和解協議解決了衝突，根據該協議，標誌用於1烏克蘭格里夫納被轉移給伊戈爾·科洛莫伊斯基的一方。在那之後，烏克蘭軍方最終停止使用「蒔蘿」山形袖章，不想與寡頭政黨有關聯，此後「蒔蘿」不再在軍隊中流行。

## 語言學
根據一些語言學家的說法，粗直語「蒔蘿」同形詞是一種可食用的植物，也就是代表這個名字的任務是使對手非人化，從字面上將他變成食物。因此，與在頓巴斯戰爭中支持烏克蘭當局的人有關詞位「蒔蘿」，讓人聯想到利用食物的語言遊戲：割蒔蘿、油炸蒔蘿、大鍋蒔蘿、蒔蘿收割機等。
此外，「蒔蘿」的英文單詞「dill」，在英文中也表示「愚蠢」的意思。
像許多粗直語一樣，「蒔蘿」這個詞經歷了貶稱的典型演變——被攻擊的群體首先賦予這個詞一個中性或積極的意義，然後開始用這個意義來認同自己（參見丐軍）。B·庫特波娃（Б. Кутепова）和O·特卡丘卡（О. Ткачука）的歌曲《蒔蘿是你，蒔蘿是我》（Укроп це ти, укроп це я）就是這樣出現的，另一個是來自藝術家安德烈·埃爾莫連科的「蒔蘿」山形袖章。
此外，有觀點認為，為了中和「蒔蘿」一詞的負面含義，烏克蘭人使用了各種非源頭的逆向首字母縮略詞，例如烏克蘭民兵（украинский ополченец）、烏克蘭反對派（украинский оппозиционер）、烏克蘭對手（украинский оппонент,）、支持歐洲觀點的烏克蘭人（украинец с проевропейскими взглядами）或烏克蘭抵抗運動（украинское сопротивление）。

## 另見
- 半獸人 (稱呼)
- 棉襖 (稱呼)